# Соза Телеш, Себаштьян
Себаштьян Кустодио де Соза Телеш (порт. Sebastião Custódio de Sousa Teles; 27 июля 1847, Фару, Португалия – 7 июня 1921, Лиссабон, Португалия), также известный как Себаштьян Телеш, Соза Телеш или на современном португальском языке Соза Теллеш, — португальский политик и офицер. После карьеры в области военной логистики и образования он несколько раз занимал пост военного министра и недолгое время был председателем Совета министров (эквивалент премьер-министра) с 11 апреля по 14 мая 1909 года в предпоследний год существования португальской конституционной монархии.

## Биография

### Ранние годы и военная карьера
Себаштьян Кустодио де Соза Телеш родился 27 июля 1847 года в городе Фару, округ Фару, был сыном полковника Казимиро Витора де Соза Телеш де Морайш (Лиссабон, 23 мая 1805 — ?) — чей дед по материнской линии был французом — и Антонии Фортуната де Бриту и Абреу (6 мая 1808, Албуфейра — 29 июля 1889, Лиссабон). Его брат Казимиро Витор де Соза Телеш также станет генералом. Его двоюродным братом был португальский моряк и писатель Венсеслау де Морайш.
Телеш начал свою военную карьеру 6 января 1863 года добровольцем в 17-м пехотном полку португальской армии. 4 января 1871 года произведён в прапорщики. 20 сентября 1906 года он был произведён в генералы своей бригады, а 26 декабря 1910 года переведён в резерв и произведён в генералы дивизии.
Его военная служба проходила в основном под юрисдикцией центральных органов португальской армии в Лиссабоне. Он специализировался на военной логистике и транспорте, сосредоточив свою работу на регионе между реками Дуэро и Тахо, а также на автомобильных и железных дорогах провинции Эштремадура. Он также занимал различные административные должности, в том числе в качестве секретаря Верховного комиссара Герры (Высшего военного совета), генерального директора Serviço de Estado-Maior (Служба Генерального штаба) и члена Консультативной комиссии Defesa do Reino (Консультативная комиссия по защите Королевства).
Телеш занимался военным образованием и обучением, служа комендантом Escola do Exército (армейская школа; тогдашний военный колледж Португалии). Он написал различные трактаты об организации войск и национальной обороне Португалии. Одна из его работ, Introdução ao estudo dos conhecimentos militares («Введение в изучение военных вопросов»), получила премию Д. Луиша I Лиссабонской академии наук. Работа связывает позитивистскую философию Огюста Конта и философии Герберта Спенсера и Эмиля Литтре с военными вопросами в Португалии. Португальские интеллектуалы, в том числе Антеру де Кентал и Теофилу Брага, обычно враждебно относившиеся к военной тематике в целом и в академических кругах в частности, высоко оценили эту работу. Брага даже предложил принять Телеша в члены Лиссабонской академии наук.

### Политическая карьера
Посвятив большую часть своей карьеры военному образованию, Телеш не занимался политикой до 1898 года, когда он принял должность военного министра в правительстве во главе с Хосе Лучано де Кастро, лидером Прогрессивной партии. За время своего пребывания на посту министра с 18 августа 1898 года по 25 июня 1900 года Телеш возглавил различные улучшения и реформы общей организации армии, кульминацией которых стало утверждение 13 июля 1899 года Lei de Reorganização do Exército (Закон о реорганизации армии).
17 марта 1899 года Соза Телеш стал пэром королевства, ему было предоставлено место в Палате пэров, верхней палате Cortes Gerais (дореспубликанский парламент Португалии). Он сосредоточил свою парламентскую карьеру на темах, связанных с вооружёнными силами, в частности, на реформах продвижения по службе, униформы и набора, а также на безуспешном создании «парламентского военного комитета» (comissão parlamentar de guerra).
Телеш занимал пост военного министра ещё дважды: с 20 октября 1904 года по 27 декабря 1905 года в составе другого правительства Хосе Лучано де Кастро и с 4 февраля 1908 года по 14 мая 1909 года при сменявших друг друга правительствах во главе с Франсиско Жоакимом Феррейра ду Амарал, Артуром Альберто де Кампос Энрикес и самим собой. Его второе и третье пребывание на посту министра пришлось на период растущей политической нестабильности после убийства короля Португалии Карлуша I республиканцами.
Парламентская карьера Телеша и многократные пребывания на посту министра заработали ему репутацию благодаря значительному участию в партийной политике в целом и Прогрессивной партии в частности, несмотря на недолгий срок правления многих правительств во время заката португальской монархии. Он был кандидатом на пост лидера Прогрессивной партии во время длительного старения Хосе Лучано де Кастро. Португальский историк Мария Филомена Моника предполагает, что относительное постоянство Телеша в правительстве с 1908 по 1909 год может быть связано с его желанием вытеснить Франсишку да Вейжу Бейрана с поста лидера Прогрессивной партии, хотя Телешу это не удалось.
Краткая 33-дневная служба Телеша в качестве председателя Совета министров с 11 апреля по 14 мая 1909 года, при которой он также занимал пост военного министра, проходила во всё более нестабильной политической среде. Недолговечная администрация подала в отставку после инцидента «Каэйру де Мата», в ходе которого молодой депутат парламента Жозе Каэйру да Мата вызвал бывшего министра финансов Мануэля Афонсу де Эспрегейру на дуэль. Во время пленарного заседания Кортес-Жерайс 10 марта 1909 года Каэйру да Мата обвинил Эспрегейру в мошенничестве и других «преступных» действиях за решение ссудить государственные деньги Companhia dos Caminhos de Ferro Portugueses, железнодорожной компании, с которой Эспрегейра был связан. Оба участника вышли из поединка невредимыми. Когда Каэйру да Мата вернулся в Палату депутатов (нижнюю палату кортесов) 25 апреля 1909 года, не извинившись за дуэль и нарушение приличий, многие другие депутаты в знак протеста отказались выполнять свои парламентские обязанности. В ответ Каэйру да Мата провёл ещё одну безрезультатную дуэль: на этот раз с лидером парламентского большинства Мануэлем Антониу Морейрой Жуниором, после чего многие депутаты продолжали избегать Палаты депутатов. Правительство Созы Телеша было вынуждено уйти в отставку, что ещё больше подорвало легитимность португальской монархии.
5 октября 1910 года была провозглашена Первая Португальская республика. Соза Телеш публично заявил о своей поддержке республики и решил уйти из политики. 
Соза Телеш Себаштьян умер 7 июня 1921 года в Лиссабоне.

## Награды
Телеш получил несколько военных наград за свои академические работы по военной логистике и организации, в том числе рыцарь, командующий и великий офицер Ависского ордена; Кавалер Военного ордена Святого Иакова и меча; Большой крест ордена Башни и Меча; Большой крест Прусского ордена Короны; и Большой крест за военные заслуги Испании.